# Mox
Mox és un grup de música valencià, nascut a Puçol el 1995. Fan música rock, amb forta influència de la tradicional valenciana, fent fusió de la música guitarrera amb seguidilles, jotes, albaes, fandangos, malaguenyes o les riberenques. Segons Josep Vicent Frechina, són el principal exponent del pop-rock amb influència valenciana, per l'arrelament de la seua proposta en la tradició valenciana. La proposta no nasqué premeditada, sinó que va sorgir de manera natural a Palifonies, i l'aprofundiren al seu següent treball.
El seu primer treball fou Te la carregues xato, del 2003. Aquell treball era un disc amb estil pop-rock, i quedaria un segon disc inèdit. Fins ben entrada la dècada del 2010 no apareix Palifonies, on canvia la concepció musical de Mox i que posteriorment seria considerat per molta gent com el primer treball de la formació.
El 2014 guanyen el VII Concurs Sons de la Mediterrània, a la Fira Mediterrània de Manresa. A l'edició 2015 dels Premis Ovidi guanyaren el premi a millor disc de rock per Tuactes i rebomboris.